# Jens Oltrogge
Jens Oltrogge (* 1962) ist ein ehemaliger deutscher Basketballspieler. Er spielte für den TV Langen und den MTV Gießen in der Basketball-Bundesliga.

## Laufbahn
Oltrogge spielte in der Jugend des TV 1862 Langen. 1979 nahm er mit der bundesdeutschen Kadettennationalmannschaft an der Europameisterschaft im syrischen Damaskus teil, nachdem er in Saison 1978/79 ein Austauschjahr an einer Schule in den Vereinigten Staaten eingelegt hatte.
Zum Spieljahr 1979/80 wurde Oltrogge in der Langener Zweitliga-Kader aufgenommen. 1985 stieg er mit den Hessen in die erste Liga auf und spielte in den Folgejahren für seinen Heimatverein in der höchsten deutschen Spielklasse.
1987 nahm Oltrogge mit der deutschen Studierendennationalmannschaft an der Universiade in Zagreb teil. 1988 stieg er mit Langen aus der Bundesliga ab und 1989 wieder auf. Zur Saison 1989/90 verließ Oltrogge den TVL und wechselte zum Bundesligisten MTV 1846 Gießen, für den er bis 1991 spielte und in 67 Einsätzen im Mittel 5,6 Punkte erzielte.